# Haval H4
Haval H4 — компактный кроссовер, выпускающийся с 2017 по 2020 год компанией Haval — подразделением китайского автопроизводителя Great Wall Motors.

## Описание
Автомобиль Haval H4 дебютировал в 2017 году на автосалоне в Гуанчжоу. В иерархии автомобиль занимал промежуток между Haval H2 и Haval H6.

На момент запуска производства цены составляли от 79000 до 116000 юаней.

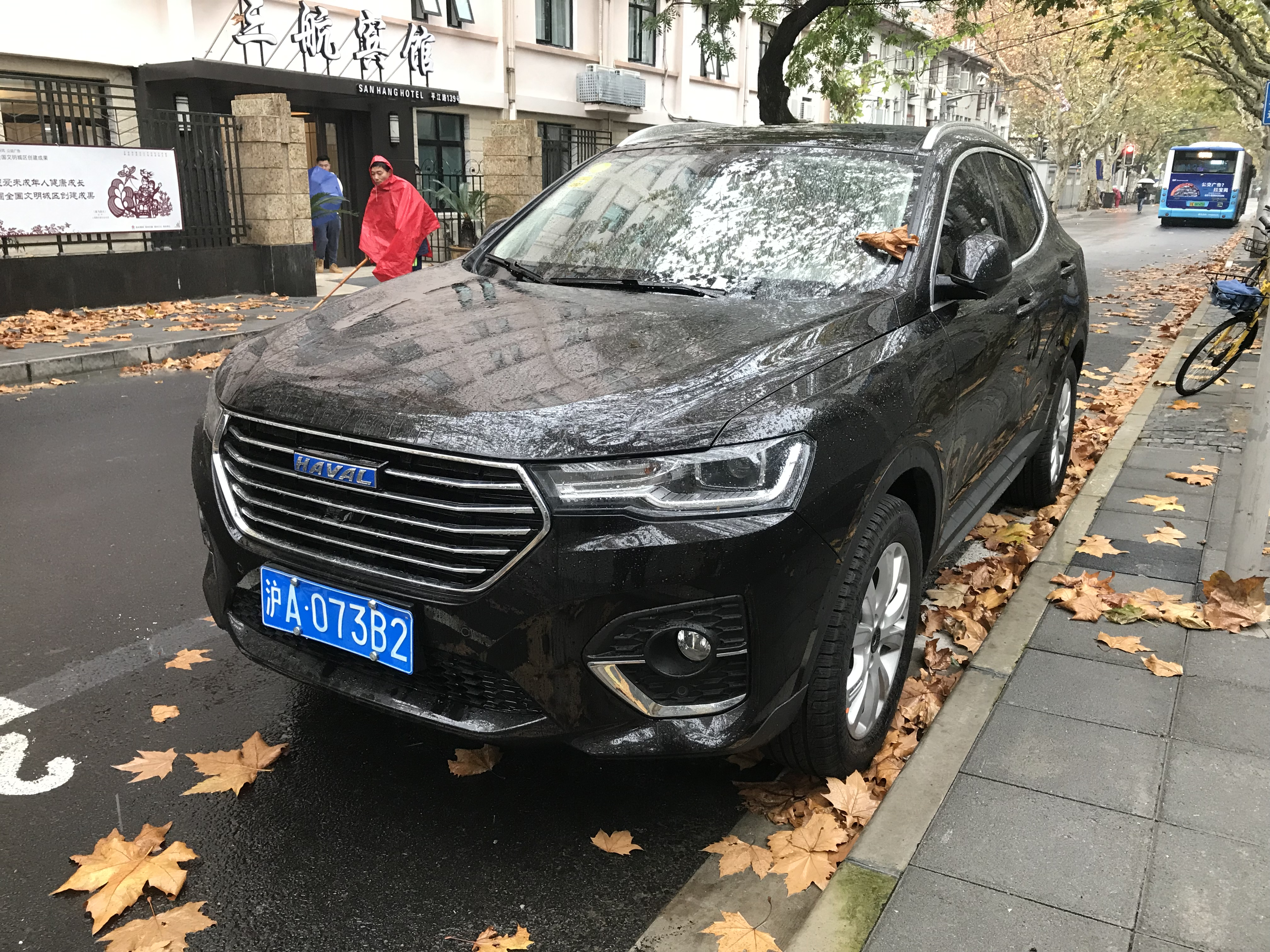
Вид спереди
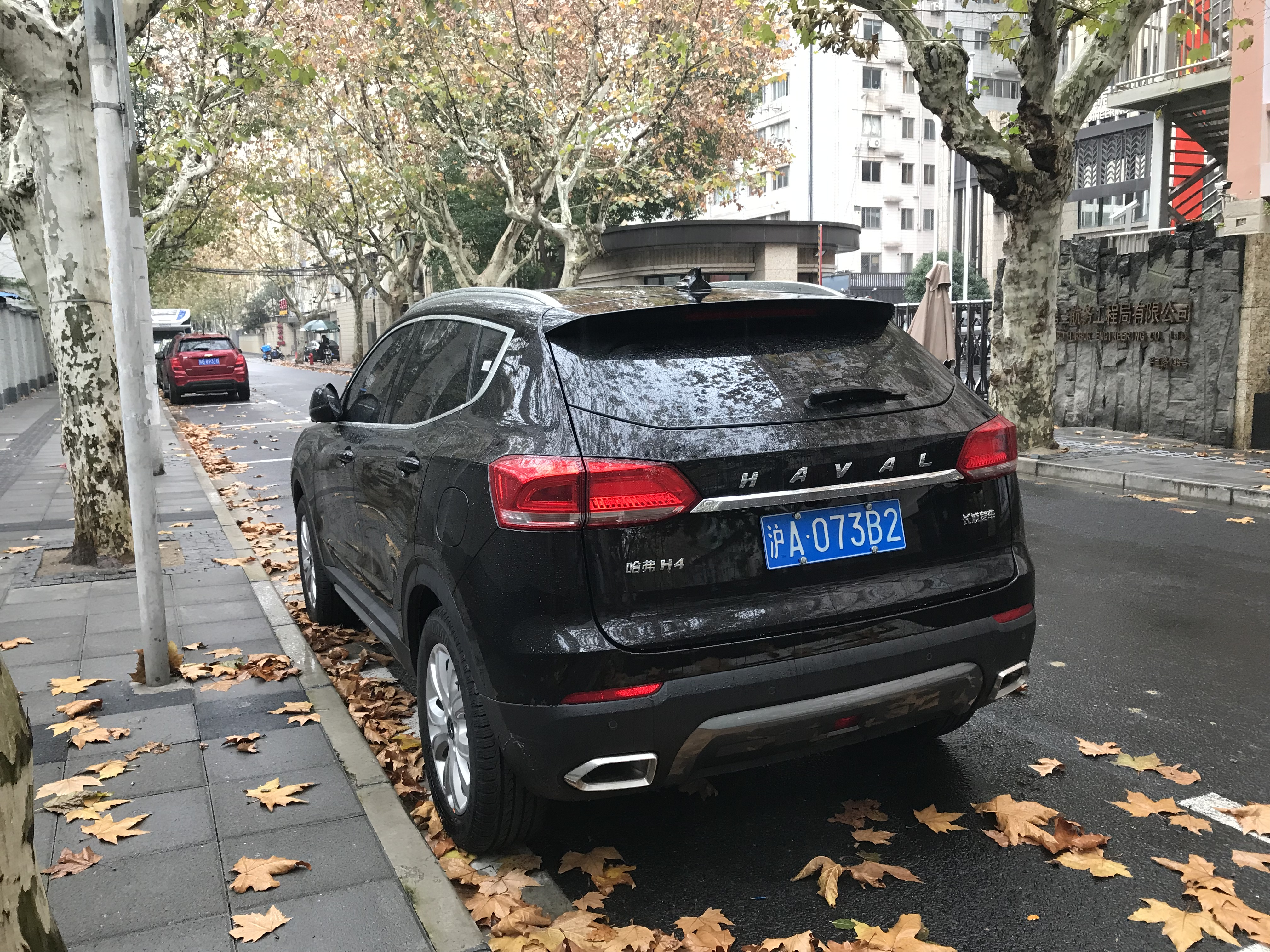
Вид сзади

### Технические характеристики
Автомобиль Haval H4 оснащался двумя четырёхцилиндровыми двигателями внутреннего сгорания объёмом 1,3—1,5 л, мощностью 102—124 кВт и крутящим моментом 225—285 Н⋅м.

### Интерьер
Интерьер автомобиля оснащён центральной 12-дюймовой консолью. В целях безопасности автомобиль оснащён 360-градусными обзорными камерами и системой предупреждения при перестроении, системой контроля давления в шинах и датчиками парковки.